# Katharine Merry
Katharine Merry (ur. 21 września 1974) – angielska lekkoatletka, sprinterka. Medalistka olimpijska z Sydney oraz olimpijka z Atlanty.

## Osiągnięcia
- srebrny medal Mistrzostw Świata Juniorów w Lekkoatletyce (sztafeta 4 × 100 metrów Płowdiw 1990)
- 3 medale Mistrzostw Europy juniorów (San Sebastián 1993; bieg na 200 metrów – złoto, sztafeta 4 × 100 metrów – złoto, bieg na 100 metrów – srebro)
- brąz podczas Mistrzostw Europy (sztafeta 4 × 400 metrów Budapeszt 1998)
- brązowy medal Igrzysk olimpijskich (Sydney 2000 bieg na 400 metrów)

## Rekordy życiowe
- Bieg na 100 metrów – 11,34 s (1994)
- Bieg na 200 metrów – 22,76 s (2000)
- Bieg na 300 metrów – 36,00 s (2000)
- Bieg na 400 metrów – 49,59 s (2001)
- Bieg na 200 metrów (hala) – 22,83 s (1999)
- Bieg na 400 metrów (hala) – 50,53 s (2001)